# Olin Corporation
Olin Corporation — американская компания, производящая органические и неорганические химикаты, стрелковое оружие и боеприпасы к нему. Штаб-квартира находится в Клейтоне (пригород Сент-Луиса, штат Миссури).
В списке крупнейших публичных компаний мира Forbes Global 2000 за 2022 год Olin заняла 1443-е место. В списке крупнейших компаний США Fortune 500 заняла 393-е место.

## История
Основана в 1892 году американским предпринимателем Франклином Олином (англ.) в городке Ист-Алтон (англ.), Иллинойсе под названием Equitable Powder Company с целью снабжения местных рудников порохом. В 1898 году компания расширила свой ассортимент, начав производство патронов под брендом Western Cartridge Company. В 1909 году 49-процентная доля была куплена компанией DuPont, Олину с трудом удалось уберечь свою компанию от поглощения основным конкурентом.
Занималась выполнением военных заказов в течение Первой мировой войны. В 1931 году выкупила обанкротившуюся компанию Winchester Repeating Arms Company. В межвоенный период нанятый компанией химик арсенала Пикатинни Ф. Олсен, изучая способы переработки списанных излишков артиллерийских порохов в спортивно-охотничьи, изобрёл новую технологию производства ружейного пороха, за вторую половину XX века занявшую доминирующее положение в производстве военных боеприпасов.
За годы Второй мировой войны компания изготовила 15 млрд патронов, а также разработала винтовку M1 Carbine (её производство было налажено всего за 13 дней), на конец войны в компании работало 62 тыс. сотрудников. В 1944 году основатель компании подал в отставку, компанию, сменившую название на Olin Industries, возглавили его сыновья, Джон и Спенсер Олин.
В 1954 году произошло слияние с химической компанией Mathieson, также основанной в 1892 году. В следующие полтора года было куплено три крупные компании, Marquardt Aircraft (авиастроение), Blockson Chemical (химия) и Brown Paper Mill Company (производство бумаги), и Olin Mathieson стала одним из самых разносторонних конгломератов США. В 1957 году был куплен завод по производству алюминия. В годы Холодной войны Olin Mathieson включилась в ракетную программу США, заняв наряду с другими химическими компаниями нишу разработки и производства ракетного топлива. В 1950-е и 1960-е годы компания расширила деятельность в такие сферы, как производство фосфатов, медных сплавов, уретанов, спортивного инвентаря, строительство.
В 1969 году компания сменила название на Olin Corporation. В 1974 году был продан алюминиевый завод, за предыдущие 10 лет принесший в сумме 32 млн долларов убытка. В 1985 году было продано подразделение по производству бумаги и куплена компания Rockcor, производившая ракеты, газовые генераторы и военную электронику. В 1988 году была куплена General Defense Corporation, производитель крупнокалиберных боеприпасов. В первой половине 1990-х годов было продано 18 убыточных или непрофильных дочерних структур. В 1996 году подразделения крупнокалиберных боеприпасов и аэрокосмических технологий было отделено в компанию Primex Technologies.
В 2004 году штаб-квартира была перенесена из Стамфорда, Коннектикут, где она находилась с 1969 года, в Клейтоне, Миссури. В 2007 году была куплена группа Pioneer Companies (неорганические химикаты), в октябре того же года было продано подразделение металлов (медь и сплавы). В 2012 году была куплена компания K.A. Steel Chemicals, дистрибьютером каустической соды и отбеливателей. В 2015 году у Dow Chemical был куплен бизнес по производству щелочей и винилов.

## Деятельность
Подразделения по состоянию на 2021 год:
- Хлор, щелочи и винил — производство хлора, каустической соды, винилхлорида, хлорметана, дихлорметана, тетрахлорметана, хлороформа, тетрахлорэтилена, соляной кислоты, гидроксида калия, водорода и других химикатов; 46 % выручки.
- Эпоксиды — производство эпоксидов, ароматических соединений (ацетон, бисфенол А, кумол, фенол), аллилхлорида, эпихлоргидрина, жидких и твёрдых эпоксидных смол; 36 % выручки.
- Винчестер — производство спортивного и стрелкового оружия, боеприпасов к нему; 18 % выручки.

Производственные мощности химических подразделений находятся в США, Бразилии, Германии, Италии, Канаде, Китае, Республике Корея, Нидерландах, оружейные — только в США (штаты Иллинойс, Миссури, Массачусетс).
Дочерние компании имеются в Австралии, Бермудских островах, Бразилии, Великобритании, Германии, Гонконге, Дании, Индии, Италии, Канаде, Кипре, Китае, Республике Корея, Мексике, Нидерландах, России, Сингапуре, Таиланде, Тайване, Турции, Швейцарии, ЮАР, Японии.
Выручка за 2021 год составила 8,91 млрд долларов, из них 5,27 млрд пришлось на США, 1,68 млрд — на страны Европы, 1,96 млрд — на другие регионы.